# Kanjani Eight
Kanjani Eight (関ジャニ∞) es un grupo musical japonés compuesto por ocho chicos procedentes de Osaka, en la región de Kansai. La banda se formó en el año 2002 y sacaron su primer disco en 2004.
En sus comienzos interpretaban música enka moderna, actualmente tocan muchos estilos musicales como J-pop, rock, baladas, funk y jazz.

## Miembros
- Yu Yokoyama (横山 裕) Yu es su nombre artístico, su nombre real es Kimitaka Yokoyama. 9 de mayo de 1981
- Subaru Shibutani (渋谷 すばる) 22 de septiembre de 1981 (Shibutani está fuera del grupo)
- Shingo Murakami (村上 信五) 26 de enero de 1982
- Ryuhei Maruyama (丸山 隆平) 26 de noviembre de 1983
- Shota Yasuda (安田 章大) 11 de septiembre de 1984
- Ryō Nishikido (錦戸 亮) 3 de noviembre de 1984 (Nishikido está fuera del grupo)
- Tadayoshi Ohkura (大倉 忠義) 16 de mayo de 1985
- Hiroki Uchi (内 博貴) 10 de septiembre de 1986 (Uchi está fuera del grupo)

## Discografía

### Álbumes
1. Kansha ni EITO (15 de diciembre de 2004)
2. KJ1 F•T•O (15 de marzo de 2006)
3. KJ2 Zukkoke Daidassou (6 de junio de 2007)
4. KJ3 Puzzle (15 de abril de 2009)
5. 8UPPERS (20 de octubre de 2010)
6. FIGHT (16 de noviembre de 2011)

### Sencillos
1. Naniwa Iroha Bushi (25 de agosto de 2004)
2. Osaka Rainy Blues (2 de marzo de 2005)
3. Sukiyanen, Osaka/ Oh! Enka/ Mugendai (14 de septiembre de 2005)
4. Osaka Obachan Rock/ Osaka Romanesque (7 de junio de 2006)
5. Kanfuu Fighting (13 de diciembre de 2006)
6. Zukkoke Otokomichi (11 de abril de 2007)
7. It’s My Soul (17 de octubre de 2007)
8. Wahaha (12 de marzo de 2008)
9. Musekinin Hero (29 de octubre de 2008)
10. Kyu Jo Show!! (4 de noviembre de 2009)
11. Gift [Shiroi] (23 de diciembre de 2009)
12. Gift [Aka] (24 de diciembre de 2009)
13. Gift [Midori] (25 de diciembre de 2009)
14. Wonderful World!! (30 de junio de 2010)
15. Life ~ Menomae No Muko E ~ (25 de agosto de 2010)
16. T.W.L/ Yellow Pansy Street (20 de abril de 2011)
17. My Home (11 de mayo de 2011)
18. 365 Nichi Kazoku (8 de junio de 2011)
19. Tsubusa ni Koi (17 de agosto de 2011)
20. Ai Deshita (13 de junio de 2012)
21. Aoppana ( 5 de septiembre de 2012)